# Ese mismo loco afán
Ese mismo loco afán es una película argentina dirigida por Enrique Muzio y protagonizada por Ulises Dumont,  Claudio Gallardou y María Socas. Fue estrenada el 31 de mayo de 2007 y se trata sobre dos actores cómicos itinerantes y los enredos al llegar a un pueblo y mezclarse con un comisario, empresario y la gente del pueblo.

## Sinopsis
Una pareja de amigos llega a un pueblo para representar una obra no escrita, y mientras la escriben trabarán relación con algunos lugareños. El film pretende ser un homenaje, entre lo gracioso y lo patético, a la profesión itinerante.

## Reparto
- Ricardo Bertone como Gutiérrez
- Héctor Bordoni como Torres
- Enrique Dumont como Mario
- Ulises Dumont como Cristóbal
- Claudio Gallardou como Leo
- Héctor Grillo como Fumgalli
- María Socas como Lisa